# Michał Wróbel (ur. 1957)
Michał Wojciech Wróbel (ur. 3 grudnia 1957 w Krakowie) – polski piłkarz, grał na pozycji napastnika. Trzykrotny reprezentant Polski.
W lidze debiutował w sezonie 1975/76. Piłkarzem Wisły był do 1986, największy sukces odnosząc w 1978, kiedy to sięgnął po tytuł mistrza kraju. W 1986 wyjechał do RFN i zaczął grać w FC Augsburg. Występował także w VfL Kirchheim/Teck. Ostatecznie zakończył karierę w Kuchniach Izdebnik.
W 1979 zagrał trzy razy w reprezentacji Polski. Debiutował 4 kwietnia w spotkaniu z Węgrami, ostatni raz zagrał w sierpniu.